# Schwenckia paniculata
Schwenckia paniculata är en potatisväxtart som först beskrevs av Giuseppe Raddi, och fick sitt nu gällande namn av L. A. F. Carvalho. Schwenckia paniculata ingår i släktet Schwenckia och familjen potatisväxter. Inga underarter finns listade i Catalogue of Life.